# Sandachse Franken

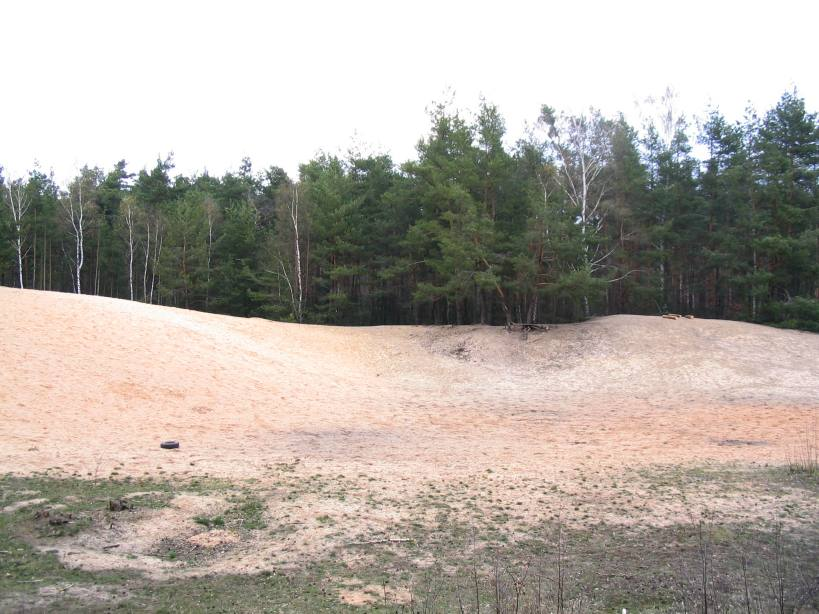
Binnendüne im Nordosten von Nürnberg

Sandachse Franken war eine bayerisches Naturschutzprojekt von den Vereinen Bund Naturschutz in Bayern, Deutscher Verband für Landschaftspflege und Landesbund für Vogelschutz in Bayern.

## Ziel
Das Projekt hatte das Ziel, Lebensräume aus Sand entlang der Rednitz, der Pegnitz und der Regnitz zu einem Biotopverbund zu vernetzen und diese wertvollen Lebensräume zu schützen und zu sichern. Der Projektzeitraum wurde ursprünglich für 2000–2005 festgelegt, eine Weiterführung bis 2007 beschlossen. Bis Mitte 2005 flossen 2,4 Millionen Euro in das Projekt, vor allem aus Mitteln des Bayerischen Naturschutzfonds. Zusätzlich bemühte man sich auch durch aktive Vermarktung um weitere Gelder. Mit dem Auslaufen der Förderung wurde das Projekt als geschlossen, jedoch vom Bayerischen Staatsministerium für Umwelt und Gesundheit nicht als abgeschlossen betrachtet.

## Geographie
Die Sandachse Franken erstreckt sich von Bamberg bis Weißenburg in Bayern. Die maximale Ausdehnung beträgt etwa 100 km in Nord-Süd- und 40 km in Ost-West-Richtung. Es handelt sich um das größte bayerische Naturschutzprojekt. Mitte 2005 umfasste es eine Fläche von ca. 2000 km². Weiterhin laufen Bemühungen, durch Zukauf weiterer Gebiete die Fläche zu vergrößern.
Ein Beispiel für einen Sandlebensraum sind die Binnendünen – eine Besonderheit, die man so nicht unbedingt in Franken vermuten würde. Diese Sanddünen, die teilweise noch bis ins 20. Jahrhundert hinein unbewaldet und in Bewegung waren, sind in der letzten Eiszeit durch Auswehung von lockerem Sand aus den Flusstälern entstanden. Eine noch unbewaldete Sanddüne befindet sich im Wald, am nordöstlichen Rand von Nürnberg im Stadtteil Schafhof (Standort).
Ein Teil der Dachfläche des Klinikums Forchheim ist ebenfalls Teil der Sandachse.

## Gebiete der Sandachse Franken
Folgende Gebiete liegen innerhalb der Sandachse Franken:
| Name                                                                              | Größe [in m²] | Lage          | Biotoptyp                                    |
| --------------------------------------------------------------------------------- | ------------- | ------------- | -------------------------------------------- |
| Sandgrube Mailach                                                                 | 18606         | Lonnerstadt   | Sandböschung, Offensandbereiche              |
| Sandgrube am Edelgraben                                                           | 46860         | Lonnerstadt   | Ruderalflur, Offensandbereiche, Sandböschung |
| Magerer Waldrand östlich von Schwarzenbach                                        | 460           | Schwarzenbach | Magerer Waldrand                             |
| Sandiger Feldweg östlich Poppenwind mit hochbedrohten Sandarten                   | 1356          | Gremsdorf     | Sandiger Feldweg                             |
| Sandacker am Ortsausgang von Klebheim                                             | 4514          | Heßdorf       | Sandacker                                    |
| Ackerbrache nordöstlich von Klebheim, am Waldrand zwischen zwei Feldwegen gelegen | 955           | Heßdorf       | Ackerbrache                                  |
| Ackerbrache nordöstlich von Klebheim                                              | 1739          | Heßdorf       | Ackerbrache                                  |
| Ackerbrache nordöstlich von Klebheim, neben dem Autobahn-Rastplatz                | 3156          | Heßdorf       | Acker                                        |
| Ackerbrache östlich der Straße Klebheim–Buch                                      | 1138          | Heßdorf       | Ackerbrache                                  |
| Biotopkomplex am Nordostrand der Hirtenweiher südwestlich von Röttenbach          | 5118          | Röttenbach    | Extensivwiese, Ginster                       |
| Ginstersäume und Sandmagerrasenstreifen im „Sandfeld“ südwestlich von Röttenbach  | 7968          | Röttenbach    | Ginster, Sandmagerrasen, Sandacker           |
| Sandfeld westlich des Gewerbegebietes Süd im Sandfeld                             | 16278         | Röttenbach    | Sandmagerrasen, Silbergrasflur               |
| Ackerbrache südwestlich von Röttenbach                                            | 3696          | Röttenbach    | Sandacker                                    |
| Magerwiese im Sandfeld                                                            | 12482         | Röttenbach    | Magerwiese, Ginster                          |
| Ackerstillegungsfläche südwestlich von Röttenbach                                 | 956           | Röttenbach    | Sandacker, Sandmagerrasen                    |
| Sandacker, Sandmagerrasen und Ginstersaum östlich des Hirtenweihers               | 5597          | Röttenbach    | Sandacker, Sandmagerrasen, Ginstersaum       |
| Ackerstillegungsfläche westlich von Röttenbach                                    | 7193          | Röttenbach    | Sandacker, Sandmagerrasen                    |
| Sandfeld südwestlich von Röttenbach                                               | 12907         | Röttenbach    | Magerwiese, Sandmagerrasen                   |
| Sandmagerrasen westlich von Röttenbach                                            | 34300         | Röttenbach    | Sandmagerrasen, Magerwiesen                  |
| Ackerbrache westlich von Röttenbach                                               | 26406         | Röttenbach    | Ackerbrache                                  |

- Naturschutzgebiet Exerzierplatz in Erlangen
- Geplantes Naturschutzgebiet Sandgebiet bei Haid
- Naturschutzgebiet Hainberg, südwestlich von Nürnberg
- Sandlehrpfad am Juliushof (Marktgemeinde Hirschaid)
- Naturschutzgebiet Sandgrasheide Pettstadt
- Naturschutzgebiete am Rothsee; (Nordwestufer der Rothsee-Hauptsperre und Stauwurzel des Rothsees)
- Naturschutzgebiet Tennenloher Forst